# Trockenfutter

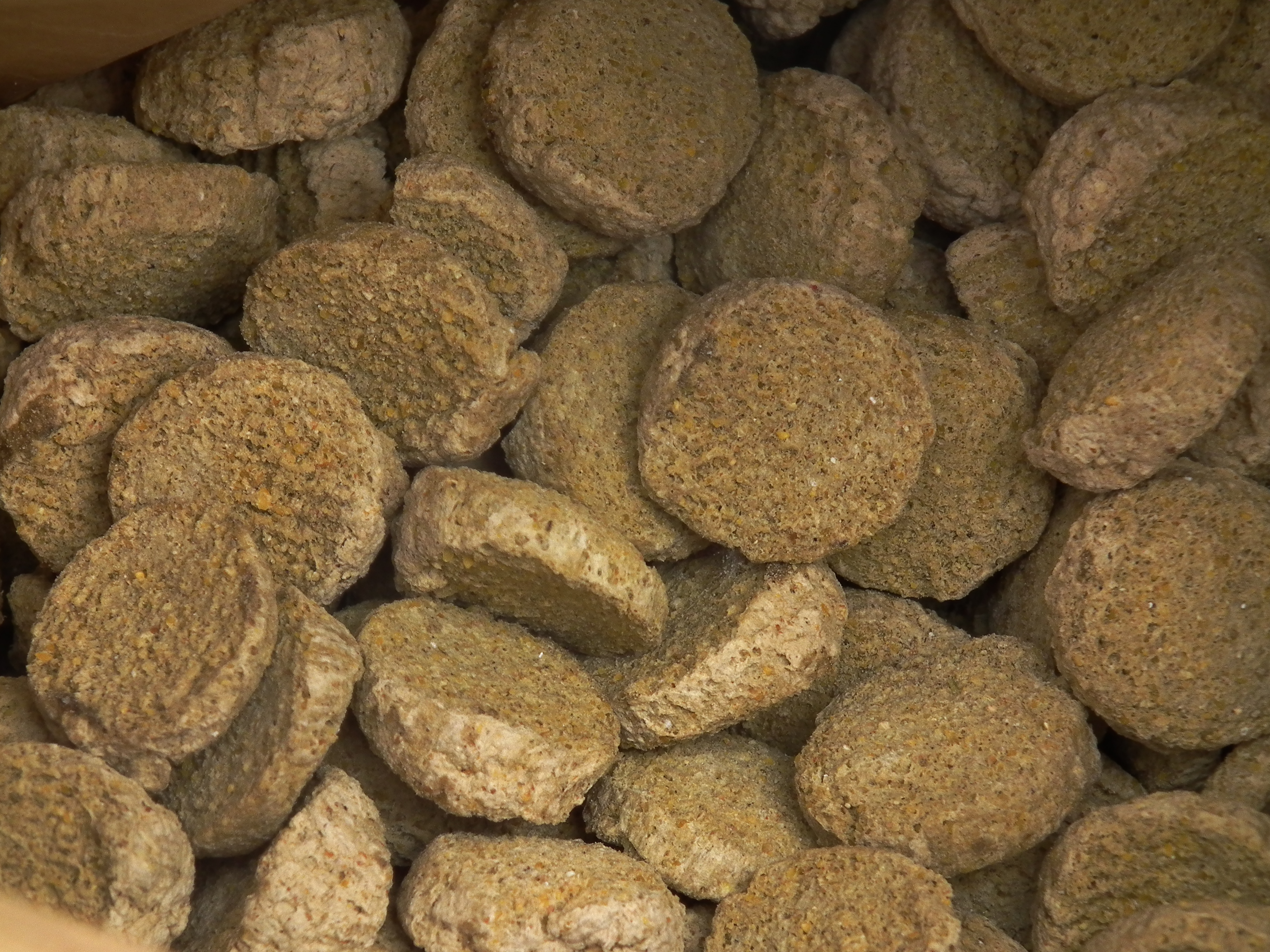
Trockenfutter für Pferde

Trockenfutter ist ein aus getrockneten Lebensmitteln bzw. Einzelfuttermitteln (Zutaten) bestehendes Futter für Haustiere, wie Hunde, Katzen, Nagetiere, Vögel und Zierfische und andere Heimtiere. Es ist leicht dosierbar und bei kühler, trockener Lagerung bis zu 12 Monate lagerfähig. Trockenfutter werden als feste, einheitliche Stücke (Pellets, Biskuits, Kroketten) oder als Gemische angeboten.

## Inhalte
Der Restwassergehalt (Feuchtigkeit) beträgt maximal 14 %. In Trockenfutter, wie es für Kaninchen oder Nagetiere angeboten wird, befindet sich Heu, Getreide (für Konzentratfresser wie Hamster und die große Maus-Verwandtschaft; für Weidegänger/Substratselektierer wenig bis kein Getreide als Körner oder Flocken, allenfalls Kleie) oder verschiedenes Obst und/oder Gemüse. Inhaltsstoffe von Hunde- und Katzenfutter sind neben Getreide und tierischen Bestandteilen je nach Rezeptur Hefe, Gemüse, Mineralien, Vitamine usw. Hundekuchen bestehen beispielsweise aus Weizen- oder auch Maisgrieß, siehe auch Hundefutter.

## Herstellung
Extrusionsverfahren
Trockenfutter wird durch Backen oder im Extrusionsverfahren hergestellt. Die Rohstoffmischung wird im Extruder in einer Schnecke unter hohem Druck und ggf. mit Wasserdampf in verschiedene Formen gepresst (z. B. Kroketten). Durch die Erhitzung beim Backen oder Extrudieren werden Kohlenhydrate aufgeschlossen und dadurch besser verdaulich. Allerdings können hitzeempfindliche Vitamine dabei verloren gehen. Anschließend werden Vitamine und Lösungen aus Eiweißhydrolyten oder Fetten aufgesprüht, um die Nährstoffe zu ergänzen bzw. die Akzeptanz zu erhöhen. Man nennt dies Coating. Bei sehr hohen Fettgehalten wird das Vakuum-Coating angewandt, um eine fettfreie Oberfläche zu erhalten. Nach der Extrusion und dem Coating wird das Futter auf vorgegebene Werte getrocknet und gekühlt.
Einer der ersten Hersteller von Trockenfutter war die US-amerikanische Firma Purina. Ihr Gründer William H. Danforth begann 1894 Trockenfutter für verschiedene Nutztiere zu produzieren. Unter der Bezeichnung „Chow“ stellte man „Purina Horse Chow“, „Purina Dog Chow“, „Purina Cat Chow“, „Purina Rabbit Chow“, „Purina Pig Chow“ und sogar „Purina Monkey Chow“ her. Die Entwicklung und Herstellung von Trockenfutter ist heute ein wachsender Industriezweig. So wird beispielsweise ein großes Spektrum von Zierfischfutter angeboten, das den Bedürfnissen unterschiedlichster Fischarten entspricht.
Pelletierverfahren (Kaltpressung)
In den letzten Jahren hat neben dem extrudierten Trockenfutter auch das pelletierte Trockenfutter im Bereich des Hundefutters Einzug gehalten. Ursprünglich überwiegend zur Produktion von Kraftfutter  eingesetzt, wird seit einigen Jahren sogenanntes „gepresstes Hundefutter“ angeboten.
Dabei werden die notwendigen Rohstoffe (Fleisch/Fleischmehl, Gemüse, Getreide, Kräuter etc.) überwiegend in gemahlener Form zu einem Futtergemenge vermischt. Bei diesem Vorgang werden die Zutaten mit kaltem Wasser besprüht, wodurch eine Verklebung der Futtermasse beim Hindurchdrücken durch eine Matrize erreicht wird und somit die Pellets entstehen.
Befürworter dieser Produkte heben als Vorteil gegenüber anderen Verfahren hervor, dass die Rohstoffe für dieses Verfahren lediglich auf eine Temperatur von mehr als 70 Grad erhitzt werden und somit die Rohstoffe ihre Wertigkeit behalten. Auf das sog. Coating kann verzichtet werden, mit der Folge, dass keine synthetischen Stoffe zur Haltbarmachung eingesetzt werden müssen. Im Gegensatz zu extrudierten Produkten zeigt gepresstes Futter keine „Schwammwirkung“; d. h., das gepresste Futter saugt nicht die Flüssigkeit im Verdauungstrakt auf, wodurch der Magen geweitet würde, sondern zerfällt im Magen wieder zu Mehl.
Fleischsaftgarung
Im Gegensatz zu den vorherigen Verfahren, wird bei der Fleischsaftgarung Frischfleisch verwendet. Dieses wird im eigenen Fleischsaft gegart. Zur Trockenfutterherstellung wird der Fleischsaft im niedrig temperierten Garungsprozess fortwährend reduziert. Das vermindert den Feuchtigkeitsgehalt und stärkt den Geschmack.

## Gesundheitliche Aspekte
Bei der Fütterung von Trockenfutter an Hauskatzen muss auf eine ausreichende Wasseraufnahme geachtet werden, um der Bildung von Harnsteinen vorzubeugen.